# Hernán Rengifo
Hernán Rengifo (* 18. April 1983 in Chachapoyas, Peru) ist ein peruanischer Fußballspieler.

## Karriere
Rengifo begann seine Karriere in der Jugendmannschaft von Universitario de Deportes, wo er 2002 in die erste Mannschaft kam. 2003 wechselte er zu Unión Huaral, wo er ein weiteres Jahr aktiv war. Sein bisher längsten Aufenthalt hatte er bei Universidad San Martín de Porres. 2007 schaffte er mit dem Team den Meistertitel in Peru.
In diesem Jahr kam auch der Wechsel nach Polen zu Lech Posen. Bei Lech gab er sein Debüt in der höchsten polnischen Spielklasse. Am 28. Juli 2007 spielte er gegen Zagłębie Sosnowiec. Der Peruaner wurde in der 78. Minute für Przemyslaw Pitry ausgewechselt und bereitete das 4:2 beim gleich hohen Sieg vor.
Sein Debüt auf europäischer Ebene gab Rengifo am 18. September 2008 gegen den FK Austria Wien. Er erzielte den zwischenzeitlichen Ausgleich zum 1:1 und spielte durch. Das Spiel endete 1:2.
Im Januar 2009 wechselte Hernán Rengifo für eine Ablösesumme von 300.000 Euro zu Omonia Nikosia nach Zypern. Im Dezember 2011 lief sein Vertrag aus und er war vereinslos. Zum Sommer 2013 wechselte Touil in die türkische Süper Lig zu Sivasspor. Bereits zur nächsten Winterpause wechselte er zu Juan Aurich, wo er bis 2015 spielte.
Anschließend stand Rengifo von 2016 bis 2017 bei Universitario de Deportes unter Vertrag, bevor er für eine Saison zu FBC Melgar wechselte. In der Spielzeit 2018/19 lief er für Real Garcilaso auf und erzielte dort 10 Tore in 44 Einsätzen.
Im Jahr 2020 schloss er sich Alianza Universidad an. 2021 spielte er zunächst kurz für FC Carlos Stein (1 Spiel) und wechselte dann zu Deportivo Municipal. Seit 2022 steht Rengifo bei Asociación Deportiva Tarma unter Vertrag.

## Nationalmannschaft
In der Nationalmannschaft seines Heimatlandes Peru kam Rengifo am 18. August 2005 gegen Chile zu seinem ersten Einsatz.

## Erfolge
- Peruanischer Meister (2007)
- Polnischer Pokalsieger (2009)
- Polnischer Supercup (2009)
- Zyprischer Meister (2010)
- Zyprischer Pokalsieger (2011)
- Zyprischer Supercup (2011)